# Flistads distrikt, Östergötland
Flistads distrikt är ett distrikt i Linköpings kommun och Östergötlands län. 
Distriktet ligger nordväst om Linköping. 

## Tidigare administrativ tillhörighet
Distriktet inrättades 2016 och utgörs av socknen Flistad i Linköpings kommun.
Området motsvarar den omfattning Flistad församling hade vid årsskiftet 1999/2000.